# Moszna (góra)
Moszna (niem. Mulenberg, 771 m n.p.m.) – góra w południowo-zachodniej Polsce, w Sudetach Środkowych, w Górach Sowich.
Wzniesienie położone jest w północno-zachodniej części Gór Sowich, w niewielkim grzbiecie Masywie Włodarza, na południowy wschód od przełęczy Rozdroże pod Moszną, na południowy zachód od miejscowości Walim.
Wzniesienie o stromych zboczach, z płaskim, wyrazistym, kopulastym wierzchołkiem. Wzniesienie zbudowane z prekambryjskich gnejsów, nazywanych przez geologów gnejsami sowiogórskimi.
Wierzchołek i zbocza porośnięte w całości lasem świerkowym regla dolnego z domieszką buka.
Wzniesienie, ze względu na położenie w Masywie Włodarza, w okresie II wojny światowej objęte było szczególną tajemnicą przez III Rzeszę w związku z budową kompleksu militarnego pod kryptonimem „Riese” (pol. Olbrzym).
Wzniesienie położone jest na obszarze Parku Krajobrazowego Gór Sowich.

## Turystyka
Szlaki turystyczne:
- – czerwony fragment Głównego Szlaku Sudeckiego prowadzący południowo-zachodnim zboczem pod szczytem z Jedlinki na Przełęcz Sokolą.
- – niebieski prowadzący zboczem północno-zachodnim z Walimia na górę Włodarz i dalej do Głuszycy.
- – czerwony szlak narciarski z Głuszycy na Przełęcz Sokolą.